# FK Brskovo Mojkovac
FK Brskovo nogometni je klub iz Mojkovca, Crna Gora. U sezoni 2024./25. natječe se u Sjevernoj regiji Treće lige Crne Gore.
Brskovo je naselje u sastavu općine Mojkovac u kojem su nekada bili rudnici srebra i kovnica novca.

## O klubu
FK Brskovo je osnovan 1932. godine, kao prvi nogometni klub u Mojkovcu. U prvom desetljeću (1932. – 1941.) momčad je uglavnom igrala prijateljske utakmice, s regionalnim rivalom FK Gorštakom.

Tijekom 1960-ih FK Brskovo većinu sezona provodi u Republičkoj ligi, ali bez značajnijih uspjeha.

Gotovo dva sljedeća desetljeća FK Brskovo je igrao samo u najnižem rangu, sve do kraja 1980-ih kada se vraća u Republičku ligu. FK Brskovo je od 1990. do 2006. većinu sezona proveo u Četvrtoj ligi.
Nakon osamostaljenja Crne Gore (2006.) FK Brskovo postaje članom Treće lige Crne Gore. Osvojili su natjecanje u sezoni 2014./15., ostvarivši prvi plasman u Crnogorsku drugu ligu. Do danas je to najuspješniji rezultat u povijesti FK Brskovo.

U svojoj debitantskoj sezoni u Drugoj ligi, FK Brskovo je vodio tešku borbu s FK Jezero i FK Igalo, ali su na kraju ispali.
FK Brskovo je od 2011. do 2016. godine igrao tri finala Kupa Sjeverne regije, osvojivši dva naslova. To im je dalo priliku igrati nekoliko sezona u Kupu Crne Gore. U tom natjecanju FK Brskovo je tri puta nastupio u osmini finala, uz zapažene partije protiv prvoligaša OFK Petrovca (0:2 i 0:0, 2011./12.), FK Zete (2:1 i 0:3, 2015./16.) i FK Lovćen (2:4 i 0:1, 2016./17.).

## Stadion
FK Brskovo svoje domaće utakmice igra na Gradskom stadionu, na obali rijeke Tare. Stadion je renoviran 2009. godine. Postoji jedna tribina kapaciteta 1.500 sjedećih mjesta i dodatni teren za treninge i utakmice omladinskih liga.

## Uspjesi

### Nakon 2006. (Crna Gora)
Treća crnogorska liga – Sjeverna regija
- 2014./15., 2017./18.

Kup regije Sjever
- 2011., 2016.

## Vanjske poveznice
- Profil na srbijasport.net